# Montauban (Adelsgeschlecht)

Wappen Josselins I. de Montauban

Das Haus Montauban war eine bretonische Familie des Feudalismus, die vom Ende des 12. bis zum 15. Jahrhundert die Herrschaft über Montauban-de-Bretagne innehatte, die sich über acht Pfarreien erstreckte. Ihr Ursprung war lange Zeit umstritten, doch neuere Studien tendieren dazu, sie als jüngeren Zweig des Hauses Rohan zu sehen.
Das Haus Montauban starb im 17. Jahrhundert mit dem jüngeren Zweig Le Goust aus.

## Ursprung
Der Ursprung der Familie der Herren von Montauban-de-Bretagne wird seit der klassischen, auf der Heraldik basierenden Darstellung durch Augustin du Paz im 17. Jahrhundert unterschiedlich interpretiert.
„Es gibt einen großen Anschein, dass die Herren von Montauban, von denen wir die genealogische Geschichte zeichnen werden, aus dem Hause der Vicomtes de Rohan stammen, da sie deren Wappen tragen & durch Bruch am Unterschied einen ‚vierteiligen silbernen Lappen, der herabhängt am Kopf‘. Entweder heiratete ein Sohn der Familie Rohan die Erbin dieser oder dass ein Herr von Rohan, der die Erbin geheiratet hatte, die besagte Herrschaft seither an einen Mündel verpachtet worden wäre“.
Ende des 19. Jahrhunderts lieferten sich zwei regionale Historiker und prominente Mitglieder der Société archéologique du département d’Ille-et-Vilaine, Arthur de La Borderie und Xavier de Bellevue, eine heftige Kontroverse zu diesem Thema. Arthur de la Borderie war der Ansicht, dass die These von du Paz auf einer „bloß mutmaßlichen Behauptung“ beruhe, und argumentierte, dass die Herrschaft Montauban ursprünglich Teil der Baronie Montfort gewesen sei, in die sie geografisch eingeschlossen war, und dass die Herren von Montauban von den Montforts abstammten, während Xavier de Bellevue in einem Buch zu beweisen versuchte, dass „die Herrschaft Montauban zumindest teilweise von den Porhoëts in der ersten Hälfte des 12. Jahrhunderts an die Monforts übertragen wurde und etwas später durch Heirat von den Montforts an einen Spross des Hauses Rohan kam, der den Namen Montauban annahm“. Auf die Darlegung seiner These folgte eine Antwort von Arthur de La Borderie.
Frédéric Morvan kehrt in seinen Arbeiten zu Augustin du Paz’ ursprünglicher These zurück, die er jedoch abändert, und vertritt die Ansicht, dass die Linie von einem Vicomte Jostho, dem jüngsten Sohn von Alain I. de Rohan, abstammt.

## Genealogie
Nach Morvan sieht die Genealogie der Montauban wie folgt aus:

### 11. bis 13. Jahrhundert
1. Alain de Porhoët (* 1048; † 1128), Vicomte de Castelnoec, dann Vicomte de Rohan
  1. Jostho (um 1127 – um 1150), Vicomte
    1. Alain I., erhielt um 1168 Montauban, ohne Nachkommen
    2. Olivier I., 1180 in Montauban bezeugt
      1. Jean († um 1225), Seigneur de Montauban; ⚭ Gasceline de Montfort
        1. Olivier II. († 1255); ⚭ Jeanne, Tochter und Teilerbin von Eudes III., Comte de Porhoët
          1. Alain II., 1279 bezeugt; ⚭ Mathilde de Montfort, Erbtochter von Guillaume, Sire de Montfort (Haus Montfort-Laval), Witwe von Josselin de Rohan, Seigneur de Montfort, Vicomte de Rohan († 28. September 1251), und Josselin de La Roche-Bernard, ohne Nachkommen
          2. Olivier III., 1280 bezeugt; ⚭ um 1255 NN, Schwester von Guillaume de Lohéac
            1. Olivier (IV.) († nach 1338); ⚭ Julienne de Tournemine – Nachkommen siehe unten

      2. Josselin de Montauban († 1234), 1224 Bischof von Rennes
      3. Hermine; ⚭ 1195 Amaury de Montfort-le-Hédé († 1187), Urenkel von Ralph de Gaël, Earl of East Anglia (Haus Montfort-Laval)[7]

### 14. bis 16. Jahrhundert
1. Olivier (IV.) († nach 1338); ⚭ Julienne de Tournemine – Vorfahren siehe oben[8]
  1. Jean († hingerichtet 1343 in Paris), Sire de Montauban
  2. Alain (II.) († 1357), folgt seinem Bruder 1344; ⚭ NN
    1. Olivier (V.) († 1388), Sire de Montauban, Seigneur de Romilly et de Marigny-en-Normandie (aus der Mitgift seiner Frau); ⚭ Jeanne de Malesmains († um 1383), Tochter von Gilbert de Malesmains, Seigneur de Sacé, und Tiphaine de Courcy
      1. Olivier (VI.) († kurz nach 1386), Sire de Montauban, Romilly, Marigny, Grenonville et Queneville; ⚭ Mahaud d’Aubigné, Dame de Landal
        1. Guillaume († 1432), Sire de Montauban, Seigneur de Romilly, Marigny et Landal, Kanzler der Königin Isabeau; ⚭ (1) Marguerite de Lohéac; ⚭ (2) 1411 Bona Visconti, Tochter von Carlo Visconti, Herr von Parma, und Béatrice d’Armagnac, Enkelin von Bernabò Visconti
          1. (2) Jean (1412–1466), Seigner de Romilly, de Marigny et de Landal, Marschall von Bretagne, Admiral von Frankreich; ⚭ Anne de Kerenrais († 1499), Dame de Kerenrais et de La Rigaudière
            1. Marie († 1477), Dame de Montauban, de Landal, de Romilly et de Marigny; ⚭ (1) 1443 Louis I. de Rohan-Guéméné († vergiftet 1457), Stammeltern der Rohan, Princes de Montauban; ⚭ (2) 1464 Georges II. de La Trémoille (um 1437–1481)

          2. (2) Arthur († 1478), 1467 Erzbischof von Bordeaux)
          3. (2) Marie; ⚭ Jean VI. Malet de Graville, Seigneur de Graville et de Marcoussis, Großmeister der Armbrustschützen
          4. Béatrice; ⚭ Richard I. d’Epinay

        2. Bertrand (X 1415 in der Schlacht von Azincourt), Rat und Kämmerer des Dauphin und Duc de Guyenne, 1413 mit Tanneguy III. du Chastel Prévôt de Paris
        3. Robert († 1440), 1397 Seigneur de Grenonville et de Queneville, durch seine Ehe Seigneur du Bois-de-la-Roche in Coadout; ⚭ Marie de la Planche († 1448), Dame du Bois-de-la-Roche, Tochter von Roland de la Planche, genannt de Saint-Dénoual, und Jeanne de Montauban (siehe unten)
          1. Guillaume (I.), Seigneur du Bois-de-la-Roche; ⚭ Jeanne de Bochereuil († 1429), Tochter von Robert de Bochereuil, Kanzler der Bretagne, und Mauricette de Montfort
            1. Guillaume (II.) († 1486), Seigneur du Bois-de-la-Roche; ⚭ (1) Jeanne de Keradreux; ⚭ (2) Orfraise de Serent († 1452); ⚭ (3) 1467 Françoise, Dame du Casso et de la Verrie
              1. (1) Philippe (um 1445–1514) Kanzler der Bretagne; ⚭ (1) 1466 Marguerite Le Borgne († 1482), Witwe von Roland de Lescoët, Seigneur de Queriperez, Großjägermeister von Frankreich; ⚭ (2) 1500 Anne de Chastellier, Dame des Estres
                1. (1) Marguerite, Dame du Bois-de-la-Roche; ⚭ Jacques de Beaumanoir, Vicomte de Plédran
                2. (2) Catherine († 1535); ⚭ René de Volvire, Baron de Ruffec, Sohn von François de Volvire, Baron de Ruffec, und Françoise d’Amboise

              2. (2) Esprit, 1487 als Kommandeur von Stadt und Burg Dol bezeugt
                1. Louis (I.)
                  1. Louis (II.)
                  2. François; ⚭ Marguerite de Plouër
                    1. Jean, genannt Le Goust (um 1550–um 1615)

        4. Jean, 1415 bezeugt, Erster Mundschenk des Dauphin und Duc de Guyenne

  3. Renaud (I.) († 1358), Seigneur du Bois-de-la-Roche; ⚭ Amicie du Breil, Dame du Bois-de-la-Roche et de Vauvert
    1. Jean, Seigneur du Bois-de-la-Roche
    2. Renaud (II.) ((† 1386), Seigneur du Bois-de-la-Roche, 1373 Capitaine de Ploërmel; ⚭ Jeanne de Montfort, Tochter von Raoul VI., Seigneur de Montfort-en-Bretagne, und Aliénor d’Ancenis
    3. Guillaume (II.), um 1351 bezeugt
    4. Jeanne, Erbin von Le Bois-de-la-Roche; ⚭ 1335 Geoffroi de la Planche, genannt de Saint-Dénoual, Seigneur de la Planche – ihre Nachfahrin Marie de la Planche heiratete Robert de Montauban (siehe oben)